# 義肢装具士養成所
義肢装具士養成所（ぎしそうぐしようせいじょ）とは、義肢装具士の養成施設。義肢装具士学校とも呼ばれる。
多くは3年制の専門学校、4年制大学である。3年間でおよそ400万から500万円の学費が必要である。現在は10校が文部科学大臣、厚生労働大臣の指定を受けて義肢装具士の養成を行っている。
義肢装具士国家試験の受験資格にもあるように学歴によっても修業年限が異なるので注意をされたい。高校等から養成施設に入った場合は3年以上、大学、短大等で1年以上修業・指定科目履修し養成施設に入った場合は2年以上、高専等で4年以上修業・指定科目履修し養成施設に入った場合は2年以上、義肢・装具製作技能士の技能検定合格者は養成施設で1年以上の修業年限となる。

## 学校一覧
- 北海道科学大学保健医療学部義肢装具学科
- 北海道ハイテクノロジー専門学校義肢装具学科
- 人間総合科学大学保健医療学部リハビリテーション学科義肢装具学専攻
- 国立障害者リハビリテーションセンター学院義肢装具専門職員養成課程
- 西武学園医学技術専門学校東京新宿校義肢装具学科
- 新潟医療福祉大学医療技術学部義肢装具自立支援学科
- 日本聴能言語福祉学院義肢装具学科
- 神戸医療福祉専門学校三田校義肢装具士科
- 熊本総合医療リハビリテーション学院義肢装具学科
- 広島国際大学総合リハビリテーション学部リハビリテーション支援学科義肢装具学専攻